# Sergei Michailowitsch Pomoschtschnikow
Sergei Michailowitsch Pomoschtschnikow (russisch Сергей Михайлович Помощников, englische Transkription Sergey Pomoshnikov; * 17. Juli 1990 in Samara) ist ein ehemaliger russischer Straßenradrennfahrer.

## Sportlicher Werdegang
Sergei Pomoschtschnikow gewann 2011 ein Kriterium in Tscheboksary, zwei Etappen beim Udmurt Republic Stage Race und eine Etappe beim Friendship People North-Caucasus Stage Race. 2012 fuhr er für das russische Continental Team Itera-Katusha. In dieser Saison gewann er mit dem Team eine Etappe bei der Tour of Bulgaria. Mit der russischen Nationalmannschaft war er beim Grand Prix des Marbriers und bei einer Etappe der Tour de l’Avenir erfolgreich. In der Gesamtwertung der Tour de l’Avenir belegte er den sechsten Platz. 
Zur Saison 2013 erhielt Pomoschtschnikow einen Vertrag bei UCI Professional Continental Team RusVelo. In den zwei Jahren für das Team konnte er nicht an die Erfolge aus 2012 anknüpfen und blieb ohne zählbare Ergebnisse. 2015 kehrte er zum Team Itera-Katusha zurück und erzielte mit einem Etappengewinn bei der Serbien-Rundfahrt den letzten Sieg seiner Karriere.
Nach der Saison 2015 beendete Pomoschtschnikow seine Karriere als Radrennfahrer.

## Erfolge
2012
- Grand Prix des Marbriers
- eine Etappe Tour de l’Avenir
- eine Etappe Tour of Bulgaria

2015
- eine Etappe Serbien-Rundfahrt